# Monplaisant
 Monplaisant  (hasta 1985 Montplaisant) es una población y comuna francesa, situada en la región de Aquitania, departamento de Dordoña, en el distrito de Sarlat-la-Canéda y cantón de Belvès.

## Demografía
| 222 | 211 | 202 | 218 | 216 | 251 |
| Para los censos de 1962 a 1999 la población legal corresponde a la población sin duplicidades (Fuente: INSEE [Consultar]) |     |     |     |     |     |